# Краль, Франьо
Франьо Краль (словац. Fraňo Kráľ; 9 марта 1903, г. Бартон, штат Огайо, США — 3 января 1955, Братислава) — словацкий поэт, прозаик, народный писатель ЧССР (с 1953), политический деятель Чехословакии.

## Биография
Родился в США в семье словацких эмигрантов. В 1905 с матерью вернулся на родину. Материальное положение в семье будущего поэта было очень тяжëлым, но всё же Ф. Кралю удалось окончить педагогическое училище в Спишска-Нова-Вес. Во время учëбы, из-за недостатка средств Краль вынужден был искать дополнительные заработки, заболел брюшным тифом, оставившим неизгладимый след на его теле, затем осложнение привело к болезни лёгких. Призванный на воинскую службу, заболел туберкулёзом и был демобилизован. Некоторое время находился на лечении, затем работал учителем в Модри-Камень. Член Компартии Чехословакии с 1921.
В 1931 переехал в Братиславу, но из-за коммунистических взглядов был уволен с работы и досрочно отправлен пенсию. В годы фашистского режима в Словакии находился в подполье.
После второй мировой войны Ф. Краль работал в Министерстве образования, был членом ЦК Компартии Чехословакии, членом Словацкого Национального Совета и членом президиума Союза чехословацких писателей. В 1953 году ему присвоено звание народного писателя ЧССР.

## Творчество
Начало литературной деятельности Ф. Краля относится к периоду его пребывания на излечении в больницах и санаториях Словакии, когда он опубликовал свои первые стихи. Большое влияние на творчество Краля оказали встречи во время его лечения в Чехии с прогрессивными писателями Йиржи Волькером, Витезславом Незвалом и др.
Первоначально создавал свои произведения под влиянием пролетарской поэзии, позже поэтизма и символики. В своих романах отобразил социально-политической ситуацию в Словакии между двумя мировыми войнами, ужасы и страдания войны.
В социальном романе «Тернистый путь» (1934) критиковал буржуазный строй, реалистически изобразив революционную борьбу словацких крестьян за социальные свободы. Роман «Встреча» (1937) — антивоенного и антифашистского направления. Роман «Будет, как не было» (1950), собрание стихов «Весенним путём» (1952) — про социалистические преобразования в стране.
Ф. Краль написал ряд произведений для детей и юношества.

## Избранные произведения

### Поэзия
- сборники стихов:
  - 1930 — Čerň na palete,
  - 1931 — Balt,
  - 1936 — Pohľadnice,
  - 1945 — Z noci do úsvitu,
  - 1952 — Jarnou cestou

### Проза
- 1931 — автобиографическая повесть Jano
- 1934 — роман Cesta zarúbaná,
- 1945 — роман Stretnutie,
- 1949 — книга воспоминаний Za krajší život,
- 1950 — роман Bude ako nebolo.

## Память
- В Братиславе установлен памятник народному писателю Франьо Кралю.